# Blästring (rengöring)

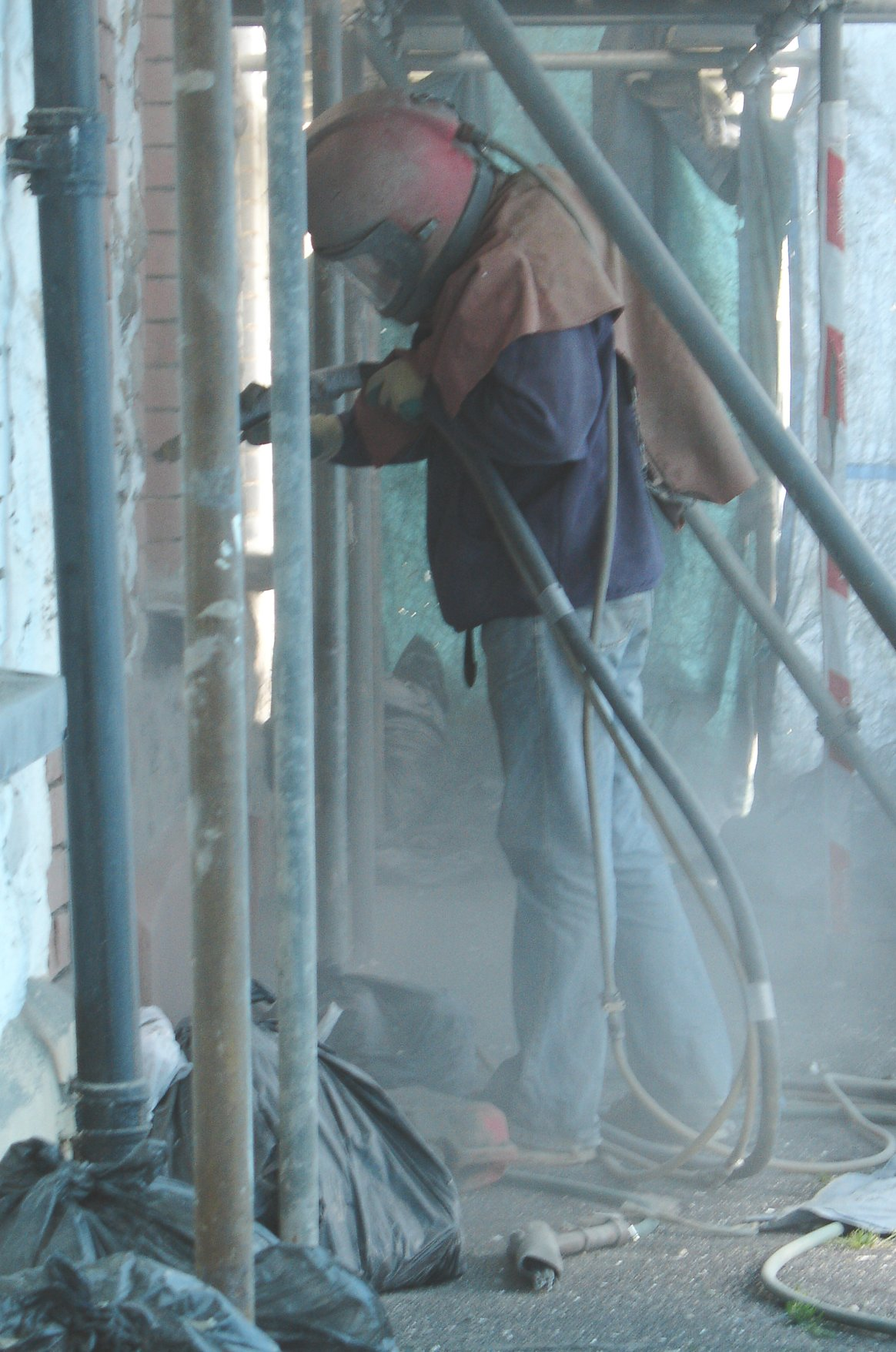
Blästring av en vägg

Blästring är en verkstadsteknisk metod som innebär att man med en stark gasström blåser partiklar mot en yta, varvid ytan renas, eller omformas.

## Historik
Första gången blästring patenterades var det av Benjamin Chew Tilghman 1870 
I början av 1960-talet kom den norska firman A/S Nika med arbetsmetoder för blästring och målning av lasttankarna på fartyg som transporterade kemikalier. I detta arbete använde man sig av fartyget M/S Stauper (tidigare M/S Rogaland). Fartyget hade 75 mans besättning och en kapacitet av 1 800 m²/dygn blästrad yta till ISO/SA3-standard och påföljande beläggning av 3x80 my med epoxy. 
Under arbeten på Kockums i Malmö kring 1960-talets mitt presenterade varvet en vakuumproducerande konstruktion för att suga upp explosionsfarligt oljesediment och sand från tankbottnarna. Denna suganordning arbetade med 200-literstunnor och drevs med tryckluft via venturirör. 
Sugen började tillverkas av A/S Nika i Sandefjord under namnet NIKA-sugaren. År 1966 startades Norclean i Sverige och nämnda sugare blev under namnet Norclean-sugaren synonymt med all blästring, även sedermera internationellt.
Blästerklocka är den apparat som blandar blästermedlet med tryckluft i rätta proportioner och som med tryckluftens hjälp slungar partiklarna mot aktuell yta. Den apparat som fanns tillgänglig, uppfyllde inte kraven. Blästerklockor med de rätta egenskaperna fanns i Nederländerna hos företaget van Kranenburg. Många blästerklockor finns i dag på marknaden, mer eller mindre kopior av den ursprungliga van Kranenburgklockan.

## Metoder
Det finns två huvudgrupper av blästring:
1. Tung blästring, då man använder tunga blästermedel och ett lufttryck överstigande 5 bar.
2. Lätt blästring, vilket innebär att man använder lätta blästermedel och med ett lufttryck ej överstigande 4,5 bar.

### Vakuumblästring
Vakuumblästring används oftast för blästring av mindre ytor.

### Våtblästring
Vid våtblästring blandas blästermedlet med fuktande medel, oftast vatten, i syfte att minska dammet.

### Torrisblästring
Vid blästring med torris (CO2) gör anslaget att isen expanderar. Den termiska chocken får smutsen att krackelera. Stora fördelar i känsliga miljöer är till exempel att blästringsmedlet torris "förångas", övergår i gasform direkt när det träffar ytan som blästras. Alltså uppstår inga blästerrester mer än smutsen, som sedan kan dammsugas eller sopas upp. 
Faran med metoden är kvävning för den som arbetar med metoden, om ventilationen är otillräcklig eller om operatören saknar andningsmask. Även förfrysningsskador (brännskador) på huden kan uppstå vid ovarsam hantering av torris (CO2 är -78 grader Celsius).

### Vattenblästring
Vid blästring med vatten utgör vattnet själva blästermedlet och trycket gör att ytan blästras. Gränsen där högtryckstvätt övergår till vattenblästring är normbestämt till 700 bar.

### Svepblästring
Svepblästring används för rengöring av material där god vidhäftning krävs, till exempel vid målning.

### Slungblästring
Även kallad slungrensning, vilket innebär att man med slunghjul som roterar med hög hastighet kastar blästermedlet mot den yta som skall rengöras. I denna kategori inryms även shot-peening. Slungrensning var ett ursprungligt begrepp för att korrosionsskydda konstruktionsstål under tillverkningsfasen. I allmänhet användes kraftiga gasolbrännare som spräckte glödskalet. Sedan använde man slunghjul som med ett tungt blästermedel av till exempel stål rensade stålets yta. Därefter belades den rena ytan med ett tunt skikt (18-22 mym) av järn- eller zinkoxidprimer.

### Kulhamring
Kulhamring är en metod då man med hjälp av runda partiklar bombarderar en yta. I och med att metallen är kall när den bearbetas bildas spänningar i metallen. I svetsfogar kan även lokala spänningar jämnas ut. Därigenom blir metallen mycket starkare och ej lika korrosionsbenägen.

## Blästermedel
Under de första 10-15 åren av blästringens historia, fram till mitten av 1970-talet, var användningen av kvartssand vanlig inom tung blästring. Sanden kom ofta från Vätterns stränder, med ett minimum av saltföroreningar.
Kvartssanden är hård och kantig (7-8 på Mohs hårdhetsskala) och har mycket god verkan på rost och gammal färg. Kvartssanden lämnar ej heller rester kvar i stålet som kan orsaka framtida korrosionsangrepp under den påförda färgen.
Användningen av kvartssand upphörde gradvis under 1970-talet då blästermedlet förbjöds av arbetsmiljöskäl. De fina partiklarna i sanden kunde orsaka silikos. Det nederländska företaget Nietim i Dordrecht lanserade då en metod som gick ut på att man använde kolslagg från kolkraftverk i Tyskland. De kraftverk som hade en högre förbränningstemperatur fick slaggprodukter som var nästan lika hårda som kvartssanden (upp mot 7 på Mohs skala). Detta blästermedel kallas för aluminiumsilikat. 
Övriga blästermedel kan vara granater (en. garnet, en grupp av silikatmineral), stålsand, aluminiumoxid, torris-pellets, kiselkarbid, vatten, vetestärkelse, majsstärkelse, valnötsskal, eller polyuretansvamp med inbakat avverkande medel (Sponge Media®).